# 15e étape du Tour d'Espagne 2020
Pour un article plus général, voir Tour d'Espagne 2020.
La 15e étape du Tour d'Espagne 2020 se déroule le jeudi 5 novembre 2020, de Mos à Puebla de Sanabria, sur une distance de 230,8 km. Il s'agit de l'étape la plus longue depuis l'édition 2005.

## Résultats

### Classement de l'étape
| \| Classement de l'étape \| Classement de l'étape \| Classement de l'étape \| Classement de l'étape \| Classement de l'étape \| \| Coureur \| Coureur \| Pays \| Équipe \| Temps \| \| --------------------- \| --------------------------- \| --------------------- \| --------------------- \| --------------------- \| \| 1er \| Jasper Philipsen \| Belgique \| UAE Team Emirates \| 6 h 22 min 36 s \| \| 2e \| Pascal Ackermann \| Allemagne \| Bora-Hansgrohe \| + 0 s \| \| 3e \| Jannik Steimle \| Allemagne \| Deceuninck-Quick Step \| + 0 s \| \| 4e \| Fred Wright \| Royaume-Uni \| Bahrain McLaren \| + 0 s \| \| 5e \| Dion Smith \| Nouvelle-Zélande \| Mitchelton-Scott \| + 0 s \| \| 6e \| Reinardt Janse van Rensburg \| Afrique du Sud \| NTT Pro Cycling \| + 0 s \| \| 7e \| Magnus Cort Nielsen \| Danemark \| EF Pro Cycling \| + 0 s \| \| 8e \| Dorian Godon \| France \| AG2R La Mondiale \| + 0 s \| \| 9e \| Stan Dewulf \| Belgique \| Lotto-Soudal \| + 0 s \| \| 10e \| Michael Mørkøv \| Danemark \| Deceuninck-Quick Step \| + 0 s \| |                             |                  |                       |                 |
| |                             |                  |                       |                 |
| Source : ProCyclingStats |                             |                  |                       |                 |
| Classement de l'étape |                             |                  |                       |                 |
| Coureur | Coureur                     | Pays             | Équipe                | Temps           |
| 1er | Jasper Philipsen            | Belgique         | UAE Team Emirates     | 6 h 22 min 36 s |
| 2e | Pascal Ackermann            | Allemagne        | Bora-Hansgrohe        | + 0 s           |
| 3e | Jannik Steimle              | Allemagne        | Deceuninck-Quick Step | + 0 s           |
| 4e | Fred Wright                 | Royaume-Uni      | Bahrain McLaren       | + 0 s           |
| 5e | Dion Smith                  | Nouvelle-Zélande | Mitchelton-Scott      | + 0 s           |
| 6e | Reinardt Janse van Rensburg | Afrique du Sud   | NTT Pro Cycling       | + 0 s           |
| 7e | Magnus Cort Nielsen         | Danemark         | EF Pro Cycling        | + 0 s           |
| 8e | Dorian Godon                | France           | AG2R La Mondiale      | + 0 s           |
| 9e | Stan Dewulf                 | Belgique         | Lotto-Soudal          | + 0 s           |
| 10e | Michael Mørkøv              | Danemark         | Deceuninck-Quick Step | + 0 s           |

### Points attribués pour le classement par points
| Sprint intermédiaire A Gudiña (km 177) | Sprint intermédiaire A Gudiña (km 177) | Sprint intermédiaire A Gudiña (km 177) | Sprint intermédiaire A Gudiña (km 177) | Sprint intermédiaire A Gudiña (km 177) |
| -------------------------------------- | -------------------------------------- | -------------------------------------- | -------------------------------------- | -------------------------------------- |
|                                        | Coureur                                | Pays                                   | Équipe                                 | Point(s)                               |
| 1er                                    | Mattia Cattaneo                        | Italie                                 | Deceuninck-Quick Step                  | 4                                      |
| 2e                                     | Robert Stannard                        | Australie                              | Mitchelton-Scott                       | 2                                      |
| 3e                                     | Mark Donovan                           | Royaume-Uni                            | Sunweb                                 | 1                                      |
| modifier                               |                                        |                                        |                                        |                                        |

| Arrivée d'étape Puebla de Sanabria (km 230,8) | Arrivée d'étape Puebla de Sanabria (km 230,8) | Arrivée d'étape Puebla de Sanabria (km 230,8) | Arrivée d'étape Puebla de Sanabria (km 230,8) | Arrivée d'étape Puebla de Sanabria (km 230,8) |
| --------------------------------------------- | --------------------------------------------- | --------------------------------------------- | --------------------------------------------- | --------------------------------------------- |
|                                               | Coureur                                       | Pays                                          | Équipe                                        | Point(s)                                      |
| 1er                                           | Jasper Philipsen                              | Belgique                                      | UAE Emirates                                  | 25                                            |
| 2e                                            | Pascal Ackermann                              | Allemagne                                     | Bora-Hansgrohe                                | 20                                            |
| 3e                                            | Jannik Steimle                                | Allemagne                                     | Deceuninck-Quick Step                         | 16                                            |
| 4e                                            | Fred Wright                                   | Royaume-Uni                                   | Bahrain-McLaren                               | 14                                            |
| 5e                                            | Dion Smith                                    | Nouvelle-Zélande                              | Mitchelton-Scott                              | 12                                            |
| 6e                                            | Reinardt Janse van Rensburg                   | Afrique du Sud                                | NTT Pro Cycling                               | 10                                            |
| 7e                                            | Magnus Cort Nielsen                           | Danemark                                      | EF Pro Cycling                                | 9                                             |
| 8e                                            | Dorian Godon                                  | France                                        | AG2R La Mondiale                              | 8                                             |
| 9e                                            | Stan Dewulf                                   | Belgique                                      | Lotto-Soudal                                  | 7                                             |
| 10e                                           | Michael Mørkøv                                | Danemark                                      | Deceuninck-Quick Step                         | 6                                             |
| 11e                                           | José Joaquín Rojas                            | Espagne                                       | Movistar                                      | 5                                             |
| 12e                                           | Jesús Ezquerra                                | Espagne                                       | Burgos-BH                                     | 4                                             |
| 13e                                           | Anthony Roux                                  | France                                        | Groupama-FDJ                                  | 3                                             |
| 14e                                           | Jasha Sütterlin                               | Allemagne                                     | Sunweb                                        | 2                                             |
| 15e                                           | Georg Zimmermann                              | Allemagne                                     | CCC Team                                      | 1                                             |
| modifier                                      |                                               |                                               |                                               |                                               |

### Points attribués pour le classement du meilleur grimpeur
| San Amaro (km 55) 3e catégorie (6,0 km à 6,2%) | San Amaro (km 55) 3e catégorie (6,0 km à 6,2%) | San Amaro (km 55) 3e catégorie (6,0 km à 6,2%) | San Amaro (km 55) 3e catégorie (6,0 km à 6,2%) | San Amaro (km 55) 3e catégorie (6,0 km à 6,2%) |
| ---------------------------------------------- | ---------------------------------------------- | ---------------------------------------------- | ---------------------------------------------- | ---------------------------------------------- |
|                                                | Coureur                                        | Pays                                           | Équipe                                         | Point(s)                                       |
| 1er                                            | Guillaume Martin                               | France                                         | Cofidis                                        | 3                                              |
| 2e                                             | Tim Wellens                                    | Belgique                                       | Lotto-Soudal                                   | 2                                              |
| 3e                                             | Thymen Arensman                                | Pays-Bas                                       | Sunweb                                         | 1                                              |
| modifier                                       |                                                |                                                |                                                |                                                |

| Alto de Carcedo (km 72,5) 3e catégorie (6,5 km à 3,6%) | Alto de Carcedo (km 72,5) 3e catégorie (6,5 km à 3,6%) | Alto de Carcedo (km 72,5) 3e catégorie (6,5 km à 3,6%) | Alto de Carcedo (km 72,5) 3e catégorie (6,5 km à 3,6%) | Alto de Carcedo (km 72,5) 3e catégorie (6,5 km à 3,6%) |
| ------------------------------------------------------ | ------------------------------------------------------ | ------------------------------------------------------ | ------------------------------------------------------ | ------------------------------------------------------ |
|                                                        | Coureur                                                | Pays                                                   | Équipe                                                 | Point(s)                                               |
| 1er                                                    | Guillaume Martin                                       | France                                                 | Cofidis                                                | 3                                                      |
| 2e                                                     | Tim Wellens                                            | Belgique                                               | Lotto-Soudal                                           | 2                                                      |
| 3e                                                     | Nick Schultz                                           | Australie                                              | Mitchelton-Scott                                       | 1                                                      |
| modifier                                               |                                                        |                                                        |                                                        |                                                        |

| Alto do Furriolo (km 93,2) 3e catégorie (5,1 km à 7%) | Alto do Furriolo (km 93,2) 3e catégorie (5,1 km à 7%) | Alto do Furriolo (km 93,2) 3e catégorie (5,1 km à 7%) | Alto do Furriolo (km 93,2) 3e catégorie (5,1 km à 7%) | Alto do Furriolo (km 93,2) 3e catégorie (5,1 km à 7%) |
| ----------------------------------------------------- | ----------------------------------------------------- | ----------------------------------------------------- | ----------------------------------------------------- | ----------------------------------------------------- |
|                                                       | Coureur                                               | Pays                                                  | Équipe                                                | Point(s)                                              |
| 1er                                                   | Guillaume Martin                                      | France                                                | Cofidis                                               | 3                                                     |
| 2e                                                    | Tim Wellens                                           | Belgique                                              | Lotto-Soudal                                          | 2                                                     |
| 3e                                                    | Mattia Cattaneo                                       | Italie                                                | Deceuninck-Quick Step                                 | 1                                                     |
| modifier                                              |                                                       |                                                       |                                                       |                                                       |

| Alto de Fumaces (km 152,8) 3e catégorie (10,8 km à 4,5%) | Alto de Fumaces (km 152,8) 3e catégorie (10,8 km à 4,5%) | Alto de Fumaces (km 152,8) 3e catégorie (10,8 km à 4,5%) | Alto de Fumaces (km 152,8) 3e catégorie (10,8 km à 4,5%) | Alto de Fumaces (km 152,8) 3e catégorie (10,8 km à 4,5%) |
| -------------------------------------------------------- | -------------------------------------------------------- | -------------------------------------------------------- | -------------------------------------------------------- | -------------------------------------------------------- |
|                                                          | Coureur                                                  | Pays                                                     | Équipe                                                   | Point(s)                                                 |
| 1er                                                      | Guillaume Martin                                         | France                                                   | Cofidis                                                  | 3                                                        |
| 2e                                                       | Luis León Sánchez                                        | Espagne                                                  | Astana                                                   | 2                                                        |
| 3e                                                       | Jonathan Lastra                                          | Espagne                                                  | Caja Rural-Seguros RGA                                   | 1                                                        |
| modifier                                                 |                                                          |                                                          |                                                          |                                                          |

| \| Alto de Padornelo (km 212) 3e catégorie (6,4 km à 3,5%) \| Alto de Padornelo (km 212) 3e catégorie (6,4 km à 3,5%) \| Alto de Padornelo (km 212) 3e catégorie (6,4 km à 3,5%) \| Alto de Padornelo (km 212) 3e catégorie (6,4 km à 3,5%) \| Alto de Padornelo (km 212) 3e catégorie (6,4 km à 3,5%) \| \| ------------------------------------------------------- \| ------------------------------------------------------- \| ------------------------------------------------------- \| ------------------------------------------------------- \| ------------------------------------------------------- \| \| \| Coureur \| Pays \| Équipe \| Point(s) \| \| 1er \| Mattia Cattaneo \| Italie \| Deceuninck-Quick Step \| 3 \| \| 2e \| Gino Mäder \| Suisse \| NTT Pro Cycling \| 2 \| \| 3e \| Guillaume Martin \| France \| Cofidis \| 1 \| \| modifier \| \| \| \| \| |                  |        |                       |          |
| Alto de Padornelo (km 212) 3e catégorie (6,4 km à 3,5%) |                  |        |                       |          |
| | Coureur          | Pays   | Équipe                | Point(s) |
| 1er | Mattia Cattaneo  | Italie | Deceuninck-Quick Step | 3        |
| 2e | Gino Mäder       | Suisse | NTT Pro Cycling       | 2        |
| 3e | Guillaume Martin | France | Cofidis               | 1        |
| modifier |                  |        |                       |          |

### Bonifications
|   | Coureur         | Pays        | Équipe                | Secondes |
| - | --------------- | ----------- | --------------------- | -------- |
| 1 | Mattia Cattaneo | Italie      | Deceuninck-Quick Step | 3 s      |
| 2 | Robert Stannard | Australie   | Mitchelton-Scott      | 2 s      |
| 3 | Mark Donovan    | Royaume-Uni | Sunweb                | 1 s      |

|   | Coureur          | Pays      | Équipe                | Secondes |
| - | ---------------- | --------- | --------------------- | -------- |
| 1 | Jasper Philipsen | Belgique  | UAE Emirates          | 10 s     |
| 2 | Pascal Ackermann | Allemagne | Bora-Hansgrohe        | 6 s      |
| 3 | Jannik Steimle   | Allemagne | Deceuninck-Quick Step | 4 s      |

## Classements à l'issue de l'étape

### Classement général
| \| Classement général \| Classement général \| Classement général \| Classement général \| Classement général \| \| Coureur \| Coureur \| Pays \| Équipe \| Temps \| \| ------------------ \| ------------------- \| ------------------ \| ---------------------- \| ------------------ \| \| 1er \| Primož Roglič \| Slovénie \| Jumbo-Visma \| 60 h 21 min 13 s \| \| 2e \| Richard Carapaz \| Équateur \| Ineos Grenadiers \| + 39 s \| \| 3e \| Hugh Carthy \| Royaume-Uni \| EF Pro Cycling \| + 47 s \| \| 4e \| Dan Martin \| Irlande \| Israel Start-Up Nation \| + 1 min 42 s \| \| 5e \| Enric Mas \| Espagne \| Movistar Team \| + 3 min 23 s \| \| 6e \| Wout Poels \| Pays-Bas \| Bahrain McLaren \| + 6 min 15 s \| \| 7e \| Felix Großschartner \| Autriche \| Bora-Hansgrohe \| + 7 min 14 s \| \| 8e \| Alejandro Valverde \| Espagne \| Movistar Team \| + 8 min 39 s \| \| 9e \| Aleksandr Vlasov \| Russie \| Astana \| + 8 min 48 s \| \| 10e \| David de la Cruz \| Espagne \| UAE Team Emirates \| + 9 min 23 s \| |                     |             |                        |                  |
| |                     |             |                        |                  |
| Source : ProCyclingStats |                     |             |                        |                  |
| Classement général |                     |             |                        |                  |
| Coureur | Coureur             | Pays        | Équipe                 | Temps            |
| 1er | Primož Roglič       | Slovénie    | Jumbo-Visma            | 60 h 21 min 13 s |
| 2e | Richard Carapaz     | Équateur    | Ineos Grenadiers       | + 39 s           |
| 3e | Hugh Carthy         | Royaume-Uni | EF Pro Cycling         | + 47 s           |
| 4e | Dan Martin          | Irlande     | Israel Start-Up Nation | + 1 min 42 s     |
| 5e | Enric Mas           | Espagne     | Movistar Team          | + 3 min 23 s     |
| 6e | Wout Poels          | Pays-Bas    | Bahrain McLaren        | + 6 min 15 s     |
| 7e | Felix Großschartner | Autriche    | Bora-Hansgrohe         | + 7 min 14 s     |
| 8e | Alejandro Valverde  | Espagne     | Movistar Team          | + 8 min 39 s     |
| 9e | Aleksandr Vlasov    | Russie      | Astana                 | + 8 min 48 s     |
| 10e | David de la Cruz    | Espagne     | UAE Team Emirates      | + 9 min 23 s     |

| Classement par points | Classement par points | Classement par points | Classement par points  | Classement par points |
| Coureur               | Coureur               | Pays                  | Équipe                 | Points                |
| --------------------- | --------------------- | --------------------- | ---------------------- | --------------------- |
| 1er                   | Primož Roglič         | Slovénie              | Jumbo-Visma            | 178 pts               |
| 2e                    | Richard Carapaz       | Équateur              | Ineos Grenadiers       | 113 pts               |
| 3e                    | Dan Martin            | Irlande               | Israel Start-Up Nation | 111 pts               |
| 4e                    | Hugh Carthy           | Royaume-Uni           | EF Pro Cycling         | 89 pts                |
| 5e                    | Guillaume Martin      | France                | Cofidis                | 74 pts                |
| 6e                    | Michael Woods         | Canada                | EF Pro Cycling         | 72 pts                |
| 7e                    | Marc Soler            | Espagne               | Movistar Team          | 69 pts                |
| 8e                    | Jasper Philipsen      | Belgique              | UAE Team Emirates      | 66 pts                |
| 9e                    | Enric Mas             | Espagne               | Movistar Team          | 66 pts                |
| 10e                   | Felix Großschartner   | Autriche              | Bora-Hansgrohe         | 61 pts                |

| Classement par points | Classement par points | Classement par points | Classement par points  | Classement par points |
| Coureur               | Coureur               | Pays                  | Équipe                 | Points                |
| --------------------- | --------------------- | --------------------- | ---------------------- | --------------------- |
| 1er                   | Primož Roglič         | Slovénie              | Jumbo-Visma            | 178 pts               |
| 2e                    | Richard Carapaz       | Équateur              | Ineos Grenadiers       | 113 pts               |
| 3e                    | Dan Martin            | Irlande               | Israel Start-Up Nation | 111 pts               |
| 4e                    | Hugh Carthy           | Royaume-Uni           | EF Pro Cycling         | 89 pts                |
| 5e                    | Guillaume Martin      | France                | Cofidis                | 74 pts                |
| 6e                    | Michael Woods         | Canada                | EF Pro Cycling         | 72 pts                |
| 7e                    | Marc Soler            | Espagne               | Movistar Team          | 69 pts                |
| 8e                    | Jasper Philipsen      | Belgique              | UAE Team Emirates      | 66 pts                |
| 9e                    | Enric Mas             | Espagne               | Movistar Team          | 66 pts                |
| 10e                   | Felix Großschartner   | Autriche              | Bora-Hansgrohe         | 61 pts                |

| Classement de la montagne | Classement de la montagne | Classement de la montagne | Classement de la montagne | Classement de la montagne |
| Coureur                   | Coureur                   | Pays                      | Équipe                    | Points                    |
| ------------------------- | ------------------------- | ------------------------- | ------------------------- | ------------------------- |
| 1er                       | Guillaume Martin          | France                    | Cofidis                   | 89 pts                    |
| 2e                        | Tim Wellens               | Belgique                  | Lotto-Soudal              | 34 pts                    |
| 3e                        | Richard Carapaz           | Équateur                  | Ineos Grenadiers          | 30 pts                    |
| 4e                        | Sepp Kuss                 | États-Unis                | Jumbo-Visma               | 27 pts                    |
| 5e                        | Primož Roglič             | Slovénie                  | Jumbo-Visma               | 24 pts                    |
| 6e                        | Hugh Carthy               | Royaume-Uni               | EF Pro Cycling            | 21 pts                    |
| 7e                        | Michael Woods             | Canada                    | EF Pro Cycling            | 21 pts                    |
| 8e                        | Dan Martin                | Irlande                   | Israel Start-Up Nation    | 20 pts                    |
| 9e                        | Aleksandr Vlasov          | Russie                    | Astana                    | 18 pts                    |
| 10e                       | Marc Soler                | Espagne                   | Movistar Team             | 18 pts                    |

| Classement de la montagne | Classement de la montagne | Classement de la montagne | Classement de la montagne | Classement de la montagne |
| Coureur                   | Coureur                   | Pays                      | Équipe                    | Points                    |
| ------------------------- | ------------------------- | ------------------------- | ------------------------- | ------------------------- |
| 1er                       | Guillaume Martin          | France                    | Cofidis                   | 89 pts                    |
| 2e                        | Tim Wellens               | Belgique                  | Lotto-Soudal              | 34 pts                    |
| 3e                        | Richard Carapaz           | Équateur                  | Ineos Grenadiers          | 30 pts                    |
| 4e                        | Sepp Kuss                 | États-Unis                | Jumbo-Visma               | 27 pts                    |
| 5e                        | Primož Roglič             | Slovénie                  | Jumbo-Visma               | 24 pts                    |
| 6e                        | Hugh Carthy               | Royaume-Uni               | EF Pro Cycling            | 21 pts                    |
| 7e                        | Michael Woods             | Canada                    | EF Pro Cycling            | 21 pts                    |
| 8e                        | Dan Martin                | Irlande                   | Israel Start-Up Nation    | 20 pts                    |
| 9e                        | Aleksandr Vlasov          | Russie                    | Astana                    | 18 pts                    |
| 10e                       | Marc Soler                | Espagne                   | Movistar Team             | 18 pts                    |

| Classement du meilleur jeune | Classement du meilleur jeune | Classement du meilleur jeune | Classement du meilleur jeune | Classement du meilleur jeune |
| Coureur                      | Coureur                      | Pays                         | Équipe                       | Temps                        |
| ---------------------------- | ---------------------------- | ---------------------------- | ---------------------------- | ---------------------------- |
| 1er                          | Enric Mas                    | Espagne                      | Movistar Team                | 60 h 23 min 04 s             |
| 2e                           | Aleksandr Vlasov             | Russie                       | Astana                       | + 5 min 25 s                 |
| 3e                           | David Gaudu                  | France                       | Groupama-FDJ                 | + 7 min 22 s                 |
| 4e                           | Georg Zimmermann             | Allemagne                    | CCC Team                     | + 35 min 40 s                |
| 5e                           | William Barta                | États-Unis                   | CCC Team                     | + 41 min 11 s                |
| 6e                           | Gino Mäder                   | Suisse                       | NTT Pro Cycling              | + 42 min 44 s                |
| 7e                           | Kobe Goossens                | Belgique                     | Lotto-Soudal                 | + 42 min 55 s                |
| 8e                           | Clément Champoussin          | France                       | AG2R La Mondiale             | + 1 h 10 min 20 s            |
| 9e                           | Juan Pedro López             | Espagne                      | Trek-Segafredo               | + 1 h 18 min 08 s            |
| 10e                          | Robert Power                 | Australie                    | Team Sunweb                  | + 1 h 24 min 07 s            |

| Classement du meilleur jeune | Classement du meilleur jeune | Classement du meilleur jeune | Classement du meilleur jeune | Classement du meilleur jeune |
| Coureur                      | Coureur                      | Pays                         | Équipe                       | Temps                        |
| ---------------------------- | ---------------------------- | ---------------------------- | ---------------------------- | ---------------------------- |
| 1er                          | Enric Mas                    | Espagne                      | Movistar Team                | 60 h 23 min 04 s             |
| 2e                           | Aleksandr Vlasov             | Russie                       | Astana                       | + 5 min 25 s                 |
| 3e                           | David Gaudu                  | France                       | Groupama-FDJ                 | + 7 min 22 s                 |
| 4e                           | Georg Zimmermann             | Allemagne                    | CCC Team                     | + 35 min 40 s                |
| 5e                           | William Barta                | États-Unis                   | CCC Team                     | + 41 min 11 s                |
| 6e                           | Gino Mäder                   | Suisse                       | NTT Pro Cycling              | + 42 min 44 s                |
| 7e                           | Kobe Goossens                | Belgique                     | Lotto-Soudal                 | + 42 min 55 s                |
| 8e                           | Clément Champoussin          | France                       | AG2R La Mondiale             | + 1 h 10 min 20 s            |
| 9e                           | Juan Pedro López             | Espagne                      | Trek-Segafredo               | + 1 h 18 min 08 s            |
| 10e                          | Robert Power                 | Australie                    | Team Sunweb                  | + 1 h 24 min 07 s            |

| Classement par équipes | Classement par équipes | Classement par équipes | Classement par équipes |
| Équipe                 | Équipe                 | Pays                   | Temps                  |
| ---------------------- | ---------------------- | ---------------------- | ---------------------- |
| 1re                    | Movistar Team          | Espagne                | 181 h 15 min 57 s      |
| 2e                     | Jumbo-Visma            | Pays-Bas               | + 8 min 05 s           |
| 3e                     | Astana                 | Kazakhstan             | + 39 min 49 s          |
| 4e                     | UAE Team Emirates      | Émirats arabes unis    | + 54 min 18 s          |
| 5e                     | Mitchelton-Scott       | Australie              | + 58 min 42 s          |
| 6e                     | Cofidis                | France                 | + 1 h 22 min 16 s      |
| 7e                     | Ineos Grenadiers       | Royaume-Uni            | + 1 h 54 min 16 s      |
| 8e                     | Groupama-FDJ           | France                 | + 2 h 21 min 30 s      |
| 9e                     | EF Pro Cycling         | États-Unis             | + 2 h 28 min 07 s      |
| 10e                    | CCC Team               | Pologne                | + 2 h 35 min 16 s      |

| Classement par équipes | Classement par équipes | Classement par équipes | Classement par équipes |
| Équipe                 | Équipe                 | Pays                   | Temps                  |
| ---------------------- | ---------------------- | ---------------------- | ---------------------- |
| 1re                    | Movistar Team          | Espagne                | 181 h 15 min 57 s      |
| 2e                     | Jumbo-Visma            | Pays-Bas               | + 8 min 05 s           |
| 3e                     | Astana                 | Kazakhstan             | + 39 min 49 s          |
| 4e                     | UAE Team Emirates      | Émirats arabes unis    | + 54 min 18 s          |
| 5e                     | Mitchelton-Scott       | Australie              | + 58 min 42 s          |
| 6e                     | Cofidis                | France                 | + 1 h 22 min 16 s      |
| 7e                     | Ineos Grenadiers       | Royaume-Uni            | + 1 h 54 min 16 s      |
| 8e                     | Groupama-FDJ           | France                 | + 2 h 21 min 30 s      |
| 9e                     | EF Pro Cycling         | États-Unis             | + 2 h 28 min 07 s      |
| 10e                    | CCC Team               | Pologne                | + 2 h 35 min 16 s      |

## Prix de la Combativité
- Guillaume Martin  (Cofidis)

## Abandons
- Harry Tanfield (AG2R La Mondiale) : abandon
- Gerben Thijssen (Lotto-Soudal) : abandon
- Pim Ligthart (Total Direct Énergie) : abandon